# The Talos Principle 2
The Talos Principle 2 (с англ. — «Принцип Талоса 2») — компьютерная игра в жанре головоломка, разработанная хорватской студией Croteam и изданная Devolver Digital. Релиз игры состоялся 2 ноября 2023 года на Windows, PlayStation 5 и Xbox Series X/S. Сиквел игры 2014 года The Talos Principle.

## Игровой процесс
Как и первая часть серии, это трёхмерная игра от первого лица в жанре головоломка от первого лица с сюжетно-повествовательным уклоном. Игрок управляет антропоморфным роботом, созданным искусственным интеллектом будущего. Игроку предстоит изучать окружающий мир и решать многочисленные головоломки.
Основа игрового процесса продолжает идеи первой части, для прохождения уровней и продвижения игроку необходимо собирать фигурки тетрамино, которые требуются для продвижения по уровням. Как и в первой части, основа головоломок — прохождение лабиринтоподобных зон с решением встречающихся задач.

## Сюжет

### Основная игра
Действие The Talos Principle 2 разворачивается более чем через тысячу лет после первой части. Личности протагониста, Элохима, Милтона и заключённых Геенны были записаны на золотой диск, использованный для создания нового поколения разумных роботов. Роботы взяли себе самоназвание предтечей, «люди», а протагонист первой части стала называть себя Афиной. Под руководством Афины люди основали первый город, Новый Иерусалим, и начали осваивать мир. Через некоторое время было решено построить колонию Новая Александрия, однако ошибка при проектировании привела к катастрофе, разрушившей колонию и унёсшей жизни десятков жителей. Это радикально изменило настроения в обществе — люди стали более религиозными и менее предрасположенными к исследованиям и экспансии. Так, рядовое поручение Афины довести популяцию до тысячи человек жители Нового Иерусалима восприняли как священную Цель и напутствие во всём соблюдать меру, даже в рождении новых людей. Разочарованная Афина решает покинуть город.
Игрок берёт под управление последнего тысячного рождённого робота, которого остальные жители прозвали «1к». Мэр Германубис устраивает праздник в честь исполнения Цели и завершения Нового Иерусалима, однако мероприятие прерывается появлением голографической фигуры Прометея, предупреждающего жителей о грядущих испытаниях. Одновременно с этим сенсоры засекают огромный всплеск энергии на одном из дальних островов. Несмотря на консервативную политику, мэр одобряет отправку исследовательской экспедиции на остров, на которую приглашается и 1к. Экспедиция обнаруживает на острове огромную мегаструктуру в форме пирамиды и большое количество головоломок, решение которых открывает доступ к определённым частям мегаструктуры. По ходу исследования острова экспедиция постоянно натыкается на технологии, чуждые для Нового Иерусалима — сверхэффективные генераторы энергии, антигравитацию, телепортацию, перенос сознания, и другие. Также они периодически встречают голограммы трёх существ: Прометея, подталкивающего участников экспедиции к продолжению поисков; Пандоры, охраняющей опасные знания; и Сфинкса, задающего игроку направляющие вопросы.
1к узнаёт об истории острова из оставленных логов, аудиозаписей и следов Афины. Афина со своим возлюбленным Корнелием прибыли на остров и, используя оборудование из разрушенной Новой Александрии, вырастили нового человека, взявшего себе имя Миранда. Втроём они построили мегаструктуру, являющуюся огромной вычислительной машиной, и посвятили себя исследовательской работе, которая в конечном итоге привела к открытию теории всего и достижению сингулярности. Однако всё изменилось после несчастного случая в ходе одного из экспериментов, приведшего к гибели Миранды. Убитая горем Афина заперлась в мегаструктуре и заснула, в результате чего мегаструктурой начало управлять её подсознание. Тот факт, что она воспитывалась в симуляции Элохима, наполненной логическими тестами, привёл к появлению головоломок вокруг мегаструктуры; а противоречие между желанием передать знание человечеству и опасением, что человечество не сможет воспользоваться им во благо, привело к появлению Прометея, Пандоры и Сфинкса.
После решения всех головоломок игрок может остаться на некоторое время на острове или отправиться в мегаструктуру за Афиной. В первом случае он обнаружит дополнительные головоломки, в процессе решения которых он будет получать сообщения от Корнелия. Корнелий, проанализировав возникшие структуры, обнаружил, что не все они являются отражением воспоминаний Афины — некоторые из них были рождены разумом Миранды. Сделав вывод, что где-то в мегаструктуре сохранилась копия её сознания, Корнелий просит игрока помочь добраться до банков памяти; если игрок соглашается, им удаётся воскресить Миранду. Когда игрок добирается до Афины, он обнаруживает её застрявшей в бесконечном логическом цикле, не способной определиться со своими дальнейшими действиями. Проснувшись, Афина передаёт право выбора протагонисту — игрок может использовать мегаструктуру, отключить её или уничтожить. Кроме того, выборы в диалогах, осуществляемые игроком на протяжении всей игры, могут повлиять на расклад мнений в Новом Иерусалиме, смене мэра и развенчании мифа о Цели. Эти события находят отражение в концовке игры. Также существует альтернативная шуточная концовка, проигрывающаяся в том случае, если игрок в начале игры отказывается принять участие в экспедиции.

### ДополнениеRoad to Elysium
Road to Elysium состоит из трёх независимых глав, разворачивающихся после основной игры. Согласно «каноничной» концовке игры, 1к поделился «теорией всего» с человечеством, Миранда была воскрешена, а мэром Нового Иерусалима стал Байрон, выступающий за продолжение исследований и экспансии.
В главе «Вознесение Орфея» 1к погружается в подсознание Сарабхай, погибшей в Новой Александрии, чтобы восстановить её личность, поместить в нового робота и воссоединить её с возлюбленной Гипатией. 
В главе «Остров Благословения» Афина, Корнелий, Миранда и Якут отправляются в семейный отпуск на выставку «Свобода от необходимости», выстроенную на одном из Карибских островов Барзаем. Главным героем главы является Якут, который берётся за решение головоломок Барзая, чтобы впечатлить Миранду.
В главе «Во чреве Бездны» сознание Байрона исследует кошмар Афины, пока его тело находится в «спящем режиме» после взаимодействия с неисправным терминалом в мегаструктуре.

## Разработка
Студия Croteam объявила о разработке сиквела The Talos Principle в 2016 году, спустя два года после релиза первой части. Презентация же состоялась только в мае 2023 года во время PlayStation Showcase. В сентябре 2023 года было объявлено о выпуске игры 2 ноября 2023 года на платформах Windows, PlayStation 5 и Xbox Series.
14 июня 2024 года разработчиками выпущено дополнение Road to Elysium.

## Отзывы
| Сводный рейтинг       | Сводный рейтинг                        |
| Агрегатор             | Оценка                                 |
| --------------------- | -------------------------------------- |
| Metacritic            | 88/100 (PC) 90/100 (PS5) 85/100 (XBXS) |
| OpenCritic            | 99 %                                   |
| «Критиканство»        | 97/100                                 |
| Иноязычные издания    |                                        |
| Издание               | Оценка                                 |
| Digital Trends        | [ 12 ]                                 |
| Eurogamer             | [ 13 ]                                 |
| Game Informer         | 8,75/10                                |
| GameSpot              | 9/10                                   |
| GamesRadar+           | [ 16 ]                                 |
| GameStar              | 89/100                                 |
| Hardcore Gamer        | 4/5                                    |
| IGN                   | 8/10                                   |
| PC Gamer (US)         | 89/100                                 |
| Push Square           | [ 21 ]                                 |
| Shacknews             | 9/10                                   |
| TouchArcade           | 4,5/5                                  |
| The Games Machine     | 9/10                                   |
| Русскоязычные издания |                                        |
| Издание               | Оценка                                 |
| 3DNews                | 9,5/10                                 |
| GameMAG.ru            | 9/10                                   |
| StopGame.ru           | «Изумительно»                          |

The Talos Principle 2 получила «в основном положительные отзывы» от критиков, согласно агрегатору рецензий Metacritic. По данным OpenCritic, 99 % критиков рекомендовали эту игру.